# Yungblud
Dominic Richard Harrison (* 5. srpna 1997 Doncaster), profesionálně známý jako Yungblud, je anglický zpěvák, textař a herec.
Ve dvou letech se začal učit hrát na kytaru a v deseti začal psát vlastní písničky. V šestnácti se přestěhoval z rodného Doncasteru do Londýna, aby mohl začít budovat svou kariéru. V té době vydal také jednu popovou písničku ještě pod přezdívkou Harrison. Poté začíná jeho kariéra jakožto Yungblud.
První EP již se svým osobitým stylem vydal v roce 2018 a neslo jednoduchý název YUNGBLUD. Zde se objevuje jeho první uveřejněná píseň s názvem „King Charles“. Ještě v témž roce vydal první album s názvem 21st Century Liability. Velký úspěch také sklidila skladba „11 Minutes“, kterou nazpíval společně se svojí bývalou přítelkyní Halsey. Jednou z jeho aktuálně nejznámějších písní je skladba „Parents“, která vyšla v roce 2019 jako součást EP the underrated youth. V prosinci roku 2020 vydal své druhé album s názvem Weird!. Album obsahuje 13 skladeb.
Yungblud se na koncertech nebojí mimo jiné vystupovat například v sukni, či šatech. Stojí si totiž za tím, že by se nikdo neměl bát být sám sebou. V jednom z rozhovorů uvedl, že když byl mladší, šel na jednu školní diskotéku s černě nalakovanými nehty, vyžehlenými vlasy a očními linkami.

## Fanklub
Jeho fanoušci se označují jako „Black hearts club“ a ve znaku mají dvě černá srdíčka - jedno zlomené a druhé plné. Tato komunita lidí povětšinou zastává shodné názory, které Yungblud propaguje. Především vzájemná tolerance, či možnost být sám sebou. Je mezi nimi zastoupena také značná část lidí například i z komunity LGBT, neboť z jeho hudby cítí pochopení a podporu, a z ostatních fanoušků přijetí do pomyslné rodiny, bez předsudků.

## Diskografie
Studiová alba
- 21st Century Liability (2018)
- Weird! (2020)
- Yungblud (2022)
- Idols (2025)